# Johannes Mayer
Johannes Mayer foi um oficial alemão que serviu nas duas guerras mundiais. Chegou a patente de General de Infantaria e foi condecorado com a Cruz de Cavaleiro da Cruz de Ferro.

## Condecorações
- Cruz de Ferro (1914) 2ª Classe - 24 de agosto de 1915[3]
- Cruz de Ferro (1914) 1ª Classe - 16 de dezembro de 1916[3]
- Cruz de Cavaleiro da Cruz de Ferro - 13 de setembro de 1941[4]
- Cruz de Cavaleiro da Cruz de Ferro com Folhas de Carvalho (nº 453) - 13 de abril de 1944[4]
- Cruz de Cavaleiro da Cruz de Ferro com Folhas de Carvalho e Espadas (nº 89) - 23 de agosto de 1944[4]